# Francien Krieg
Francien Krieg (Den Haag, 15 mei 1973) is een Nederlands kunstschilderes.

## Leven en werk
Krieg studeerde monumentale vormgeving aan de Koninklijke Academie van Beeldende Kunsten in Den Haag van 1993 tot 1998 en schilderen aan de Vrije Academie van 1999 tot 2003. In 2006 behaalde ze de derde plaats bij de Talensprijs, in 2010 de tweede plaats. Het thema van haar werk wordt gevormd door het verouderende vrouwenlichaam, dat ze intensief bestudeert en minutieus weergeeft. De geschilderde huid is niet alleen oppervlak en buitenkant maar wordt zo ook een weergave van de innerlijke mens.

## Solo-exposities
- Galerie Mokum, Amsterdam (2011)
- Galerie Pins art, Brugge (2009)
- Artemisia in kunstzaken, Leeuwarden (2009)
- Pulchri Studio, Den Haag, Mooi Mens (2008/2009)